# Bahnhof Neuoelsnitz
Der Bahnhof Neuoelsnitz (bis 30. April 1906 Höhlteich, 1. Mai 1906 bis 4. Oktober 1930 Neuölsnitz) ist ein Bahnhof im Ortsteil Neuoelsnitz der Stadt Oelsnitz/Erzgeb. im Erzgebirgskreis. Er wurde 1979 in einen Haltepunkt mit Abzweigstelle umgewandelt, zwischenzeitlich jedoch wieder zum Bahnhof ausgebaut. 2002/03 wurde der Bahnsteig verlegt und westlich des Bahnhofes neugebaut.

## Geschichte

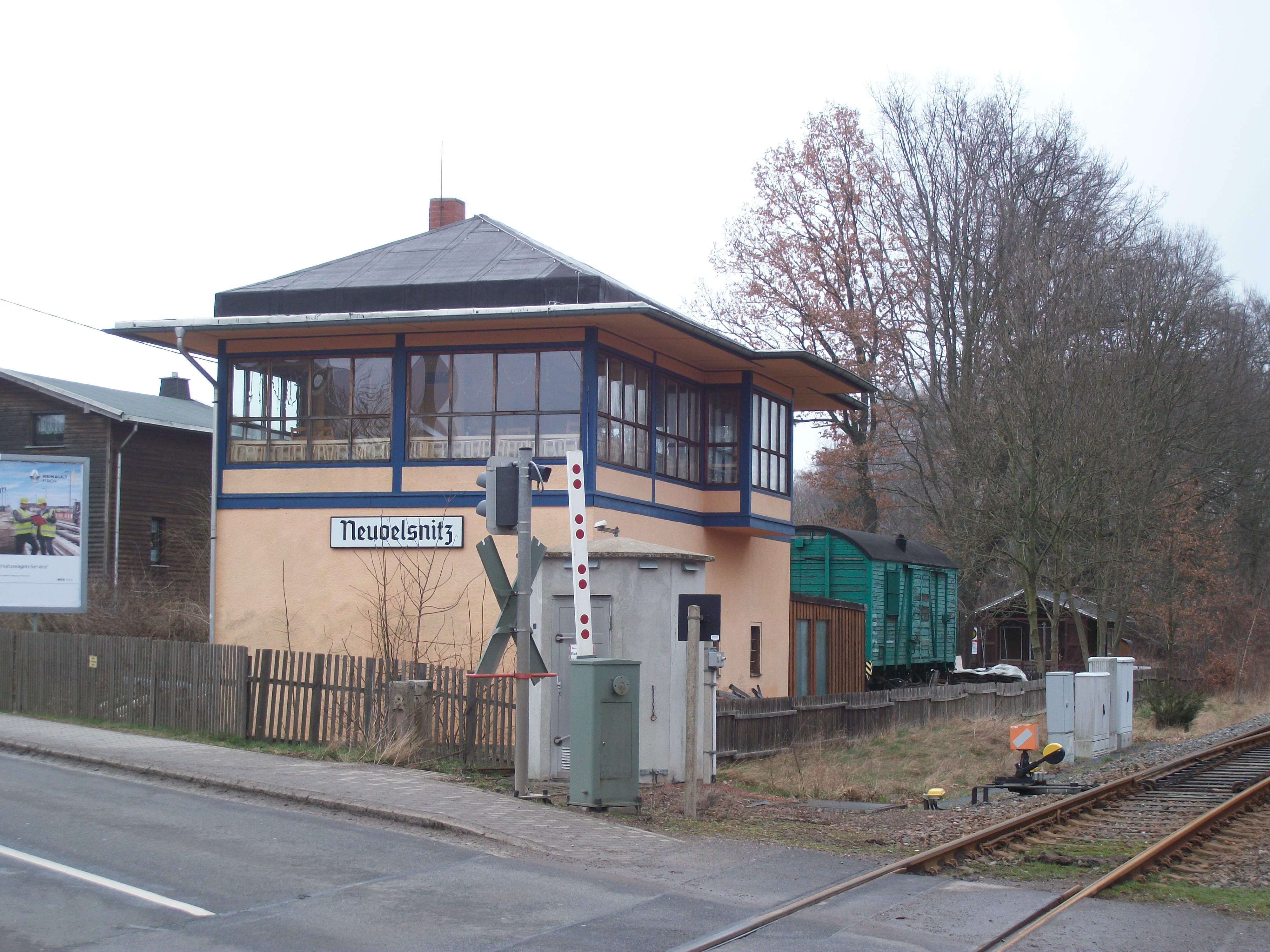
Stellwerk 2 beim Bahnübergang Neuoelsnitz (2016)

Zunächst wurde für den Güterverkehr am 15. Oktober 1878 eine Ladestelle eingeweiht, die Eröffnung als Haltestelle für den Personenverkehr erfolgte am 15. Mai 1879 zusammen mit dem Personenverkehr auf den Strecken Stollberg–St. Egidien und Neuoelsnitz–Wüstenbrand. Der sechsgleisige mit zwei Bahnsteigen ausgestattete Bahnhof entsprach in der Ausführung den damals üblichen Bahnhöfen der Königlich Sächsischen Staatseisenbahn. Unüblich waren lediglich ein Sandgleis sowie ein darüber mit einer Wagendrehscheibe angebundenes Anschlussgleis eines Kohlenhändlers.
Erst am 1. Mai 1905 wurde die Haltestelle in einen Bahnhof umgewandelt, denn betrieblich war Höhlteich, wie die Station bis 1906 hieß, nie sonderlich bedeutsam. Fast alle Züge von und nach Wüstenbrand begannen und endeten im Bahnhof Oelsnitz (Erzgeb), welcher u. a. diesbezüglich mit wesentlich umfangreicheren Gleisanlagen und einem zweigleisigen Heizhaus ausgerüstet war. Bereits in den 1950er begann sich das Bahnhofsgelände durch Bergschäden im Lugau-Oelsnitzer Steinkohlenrevier erheblich abzusenken, deswegen wurden bis Ende der 1960er Jahre die Gleisanlagen immer weiter reduziert. Allerdings wurde im Oktober 1967 die Ladestraße befestigt und für den Steinkohleumschlag ausgerüstet. Doch bereits Anfang der 1970er Jahre war der Umschlag so weit zurückgegangen, dass er komplett zum Bahnhof Oelsnitz (Erzgeb) verlagert wurde.

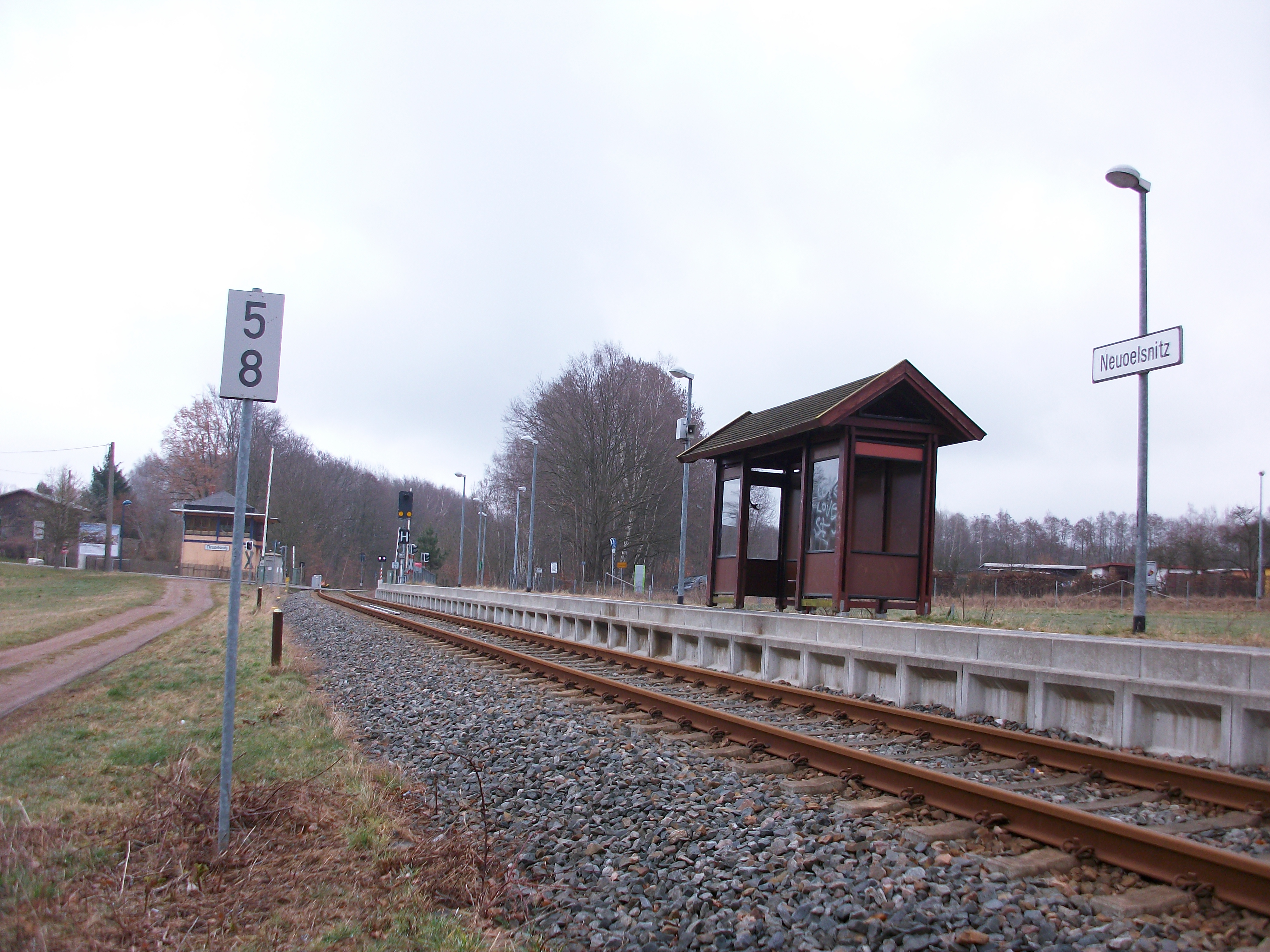
Haltepunkt Neuoelsnitz (2016)

Am 28. Februar 1979 wurde der Bahnhof Neuoelsnitz schließlich in einen Haltepunkt mit Abzweigstelle umgewandelt. Bereits zu DDR-Zeiten wurde die Anzahl der Reisezüge drastisch reduziert, bevor mit dem letzten verbliebenen Zugpaar der Personenverkehr nach Wüstenbrand am 10. August 1990 vollständig eingestellt wurde. Das Empfangsgebäude, welches wegen Bergschäden bereits seit 1988 geschlossen war, wurde schließlich im August 1993 abgerissen. Am 27. September 1996 erfolgte die Einstellung des Restgüterverkehrs nach Lugau, sodass nur der unbesetzte Haltepunkt Neuoelsnitz verblieb.
Das zweite Gleis wurde durch Einbau von Weichen wieder beidseitig an die Strecke Stollberg–St. Egidien angeschlossen und damit wurde Neuoelsnitz wieder zum Bahnhof.
Nach Übernahme der Strecke Stollberg–St. Egidien durch die Regio Infra Service Sachsen wurde der Bahnsteig 2002/03 um ca. 200 m Richtung Mitteloelsnitz nach Westen verlegt, um den Reisenden einen kürzeren Weg bis zum Oelsnitzer Ortsteil Neuoelsnitz zu bieten. Im selben Zeitraum wurde das verbliebene Überholgleis mit Rückfallweichen ausgestattet.
Von den ursprünglichen Hochbauten ist außer dem Stellwerk 2 nichts mehr erhalten geblieben.